# Ptychorrhoe blosyrata
Ptychorrhoe blosyrata là một loài bướm đêm trong họ Geometridae.